# Lowa Sportschuhe
Lowa Sportschuhe – німецька компанія. Повне найменування - Lowa Sportschuhe GmbH. Штаб-квартира компанії розташована в громаді Єтцендорф, Баварія.

## Історія
Компанія заснована в 1923 році Лоренцом Вагнером (Lorenz Wagner - LOWA), сином кравця і музиканта Йогана Вагнера, в селі Єтцендорф.
На початку 30-х років XX століття молода компанія змогла побудувати свою першу фабрику 15 метрів завдовжки та 6 завширшки. На першому поверсі проходило вироблення та обварювання шкіри, а на горищі розташовувалася швейна.

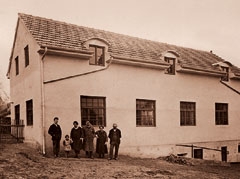
Перша фабрика LOWA

У 2010 році у Джавера-дель-Монтелло було відкрито виробництво лижних черевиків. А основне виробництво трекінгового та альпіністського взуття триває в Єтцендорфі.

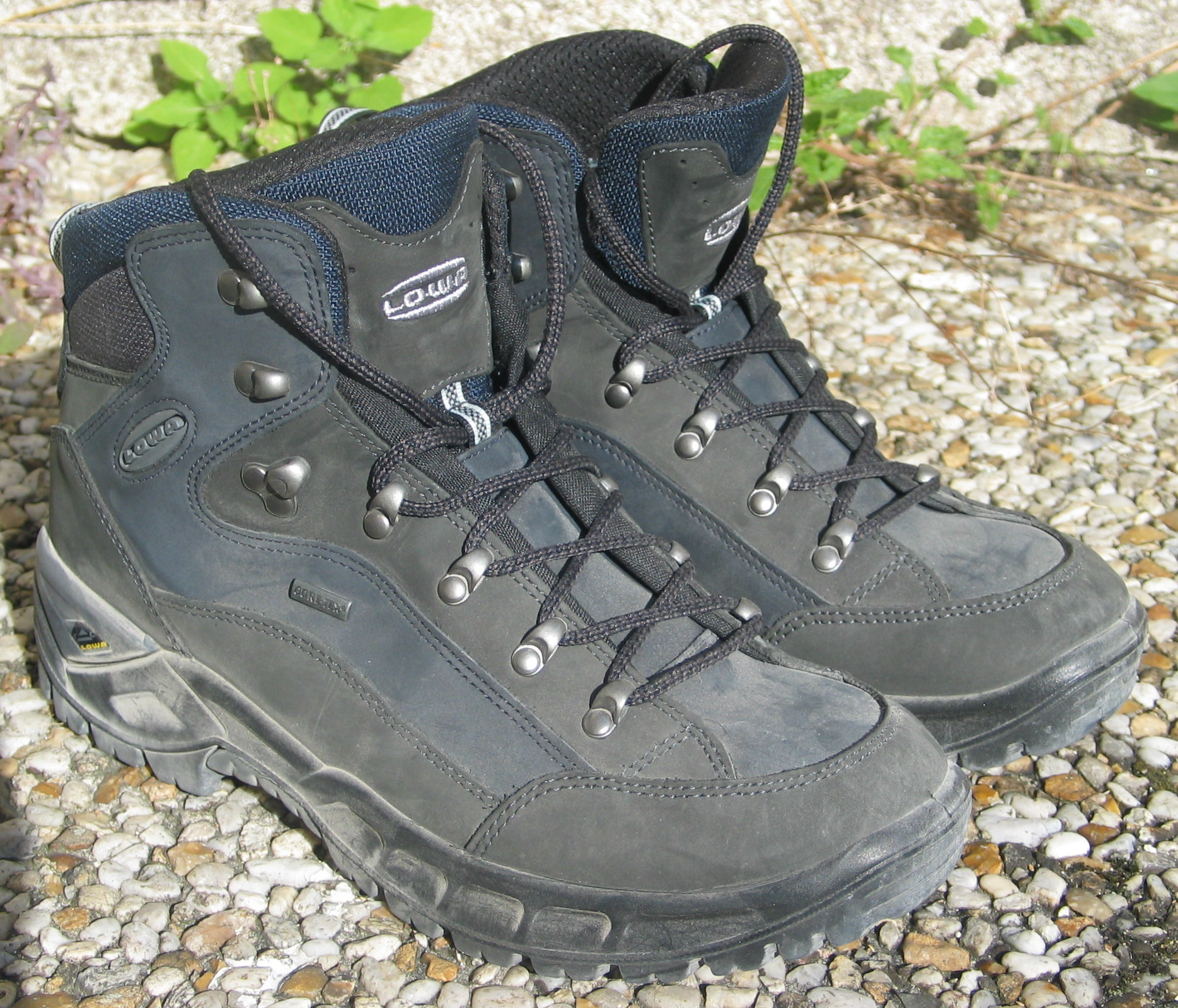
Один із продуктів марки LOWA

## Власники та керівництво
Основні власники компанії:
- Werner Riethmann
- Giancarlo Zanatta